# Aconitum longilobum
Aconitum longilobum är en ranunkelväxtart som beskrevs av Wen Tsai Wang. Aconitum longilobum ingår i släktet stormhattar, och familjen ranunkelväxter. Inga underarter finns listade i Catalogue of Life.